# 資料恢復
在计算机中，数据恢复是一个从二级存储、可移动媒体或文件中抢救被删除、无法访问、丢失、损坏或格式化的数据的过程，当存储在其中的数据无法以常规方式访问时。数据最常从存储介质中抢救出来，如内部或外部的硬盘驱动器（HDD）、固态驱动器（SSD）、USB闪存驱动器、磁带、CD、DVD、RAID 子系统和其他电子设备。由于存储设备的物理损坏或文件系统的逻辑损坏，使其无法被主机操作系统挂载，可能需要恢复。

## 概述
最常见的数据恢复原因是操作系统故障、存储设备故障、储设备逻辑故障、意外损坏或删除数据等（一般来说，在一个有一个磁盘、一个分区和一个操作系统的系统中）。在这种情况下，最终目标是只需将所有重要文件从损坏的介质复制到另一个新磁盘即可。您可以直接从永久存储器引导，而不是从损坏的磁盘引导。这可以通过Live CD或DVD完成。许多Live CD或DVD都有连接系统盘和后援盘或可更换的数据记录媒体的工具，它们还可以使用文件管理器将文件从系统磁盘移动到备份介质和光盘制作软件。
如果您想提高在系统崩溃时保存数据的可能性，请提前将磁盘分区，并将有价值的数据或其副本存储在存储操作系统的分区之外。
当被加密或隐藏（但未损坏）的数据被恢复时，“数据恢复”一词也用于间谍软件或流氓软件。有时需要加密或隐藏计算机上的数据。这是必要的，以防止计算机病毒损坏这些数据。由于只有少数计算机专家能够在病毒损坏的情况下恢复数据。